# 池本しおり
池本 しおり（いけもと しおり、2002年〈平成14年〉12月15日 - ）は、日本のアイドル、グラビアアイドルである。
プラチナムプロダクション所属。女性アイドルグループ「テラテラ」（加入当時の名称は「テラス×テラス」）のメンバー。兵庫県神戸市出身。

## 略歴
15歳の時、家族で原宿を歩いていた際にスカウトされ、プラチナムプロダクションと契約を結ぶ。
高校3年時の2020年4月、令和改元後初開催となる『週刊ヤングジャンプ』の「制コレ'20」でベスト15入りするが、グランプリ受賞はならなかった。その後、同年8月24日発売の『週刊プレイボーイ』第36号で単独初グラビアを飾る。ミニマムとグラマラスを掛け合わせた「"ミニグラ"の超新星」というキャッチコピーもつき、同年10月にはデジタル写真集を3作同時リリースした。
2021年1月15日、“太陽”と“月”をコンセプトにしたアイドルグループ2組の結成が発表され、池本は“太陽”をコンセプトにした「テラス×テラス」（現：「テラテラ」）のメンバーに加わる。同年3月に高校を卒業し、東京で一人暮らしを始める。
2023年10月、『週刊プレイボーイ』創刊57周年企画「NIPPONグラドル57人」にグラビアニュージェネレーションの1人として掲載される。

## 人物
- 中学時代は吹奏楽部でクラリネットを担当していた[2]。

## 作品

### デジタル写真集
- FRIDAYデジタル写真集「2人きりの夏休み」（2020年10月23日）
- FRIDAYデジタル写真集「弾ける純真ビキニ」（2020年10月23日）
- FRIDAYデジタル写真集「サマーバケーション オール未公開100ページ超の完全版」（2020年10月23日）
- Platinum digital「ミニグラ界の新星」（2021年2月10日）
- BUBKAデジタル写真集「ミニトリップ」（2021年7月31日）
- SPA!デジタル写真集　池本しおり「青春ポニーテール」（2022年8月12日）
- EX大衆デジタル写真集「青と朱の間」（2022年11月15日）

### 写真集
- すきなの? : 池本しおり1st写真集（2023年12月1日発売予定、扶桑社）[10]